# Терса (приток Волги)
Терса — река в Саратовской области (в Хвалынском и Вольском районах), правый приток Волги. Длина реки — 71 км, площадь бассейна — 919 км².
Начинается у села Болтуновка. Впадает в Волгу у села Терса, в 1113 км от устья Волги.

## Притоки
- 16 км: Елшанка
- 26 км: Новояблонка

## Данные водного реестра
По данным государственного водного реестра России, относится к Нижневолжскому бассейновому округу, водохозяйственный участок реки — Волга от Саратовского гидроузла до Волгоградского гидроузла, без рек Большой Иргиз, Большой Караман, Терешка, Еруслан, Торгун, речной подбассейн отсутствует. Речной бассейн реки — Волга от верхнего Куйбышевского водохранилища до впадения в Каспий.
Код объекта в государственном водном реестре — 11010002212112100009507.